# Tiing
 (mars 2024).
 (avril 2025).
 (mars 2024).
Si vous disposez d'ouvrages ou d'articles de référence ou si vous connaissez des sites web de qualité traitant du thème abordé ici, merci de compléter l'article en donnant les références utiles à sa vérifiabilité et en les liant à la section « Notes et références ».
Tiing est une entreprise québécoise basée à Montréal au Québec. C'est une plateforme de cagnotte en ligne pour collecter de l’argent à plusieurs pour différentes occasions: anniversaire, baby shower, pot de départ, mariage, cagnotte de santé, humanitaire, etc… En mai 2024, plus de 4 millions de dollars canadiens ont été récoltés.

## Historique
La start-up voit le jour en 2018 pour proposer aux Canadiens la première plateforme locale de cagnotte en ligne, modèle que l'on voit alors surtout en Europe avec Leetchi et Le Pot Commun, des sites qui connaissent déjà un franc succès. 
Trois amis et entrepreneurs, Nicolas Goutaudier (Opérations), Lucas Rivoire (Marketing) et Guillaume Goupil (Technique), ont l’idée de lancer un site de cagnotte en ligne au Canada.
Apres de nombreux mois de tests, le lancement de la plateforme a finalement lieu en 2019.
C’est aussi l’année où Tiing devient lauréat de Startup in Montréal (anciennement Fondation Montréal Inc). L’entreprise dispose d’une dotation et de mentorat pour accompagner cette première année de lancement.
En mars2021, Tiing atteint le million de dollars collecté,,. 
En 2022, Tiing est primé lors du challenge Paytech in Canada. Pendant une année, l’entreprise intègre l’accélérateur de Start Up en résidence de Desjardins pour accélérer son développement.
Mi 2023, Tiing effectue sa première levée de fonds en faisant rentrer à son capital des investisseurs afin d’accélérer sa croissance.
Tiing demeure le seul acteur de cagnotte en ligne au Québec et plus largement au Canada, se développe et peu à peu au Canada. Plus de 100.000 utilisateurs ont déjà utilisé Tiing pour collecter des fonds pour toutes sortes d’occasions. Ce sont plus de 4 millions de dollars qui ont été récoltés depuis la création de la plateforme, pour toutes sortes d’occasions : anniversaire, mariage, cagnotte de santé, cagnotte festive, sociofinancement…
Le 22 août 2024, Tiing a lancé une nouvelle version de sa plateforme, marquée par plusieurs améliorations significatives. Le nom de domaine a été modifié, passant de tiing.ca à tiing.co, reflétant une volonté de s'internationaliser. Un nouveau logo a été introduit, accompagnant une refonte complète de l'interface utilisateur, qui offre désormais une navigation plus fluide et intuitive. Ces changements visent à enrichir l'expérience utilisateur et à mieux répondre aux besoins croissants des utilisateurs de Tiing, renforçant ainsi sa position sur le marché du financement participatif.

## Cagnotte pour un agent de Walmart de Fleurimont
En avril 2020, un agent de sécurité au Walmart de Fleurimont est violemment percuté, entraînant son hospitalisation dans un état grave. Son récit bouleversant se répand rapidement sur Internet, suscitant un élan de solidarité exceptionnel. En seulement 4 jours, plus de 6 000 participants ont contribué à une cagnotte, dépassant rapidement les 150 000 $. La totalité des fonds a été remise à sa famille, qui avait pour projet de la partager avec des associations.